# Marian Rechowicz
Marian Józef Rechowicz (ur. 4 września 1910 w Husiatynie, zm. 28 września 1983 w Lublinie) – polski duchowny rzymskokatolicki, historyk Kościoła, rektor Katolickiego Uniwersytetu Lubelskiego w latach 1956–1965, administrator apostolski w Lubaczowie w latach 1974–1983.

## Życiorys
Pochodził z rodziny inteligenckiej. Po pięciu latach nauki w Państwowym Gimnazjum w Trembowli naukę kontynuował w Małym Seminarium Duchownym we Lwowie, zaś maturę zdał w 1929 w miejscowym X Państwowym Gimnazjum im. Henryka Sienkiewicza. W tym samym roku, równocześnie ze wstąpieniem do seminarium duchownego, rozpoczął studia filozoficzne i teologiczne na Wydziale Teologicznym Uniwersytetu Jana Kazimierza we Lwowie, które ukończył w 1933. 23 czerwca 1933 otrzymał święcenia kapłańskie z rąk abp. Bolesława Twardowskiego. Przez trzy lata pracował jako wikariusz i prefekt szkół średnich w Strusowie i Tarnopolu, po czym w 1936 został przeniesiony do Lwowa. Po rozpoczęciu pisania pracy doktorskiej odbył podróż naukową do Rzymu i Paryża. Po powrocie w 1938 rozpoczął pracę jako asystent w Katedrze Historii Kościoła Wydziału Teologicznego Uniwersytetu Jana Kazimierza we Lwowie.
W 1939 przeprowadził przewód doktorski, przedstawiając rozprawę Reformistyczna i misyjna działalność Welamina Rutskiego. W promocji przeszkodził wybuch II wojny światowej. Doktorat otrzymał dopiero w 1941 na tajnym uniwersytecie lwowskim, na którym był wykładowcą w roku akademickim 1941/1942, zastępując profesora Edmunda Bulandę. W latach 1942–1944 organizował tajne nauczanie we Lwowie i sam również udzielał lekcji na kompletach. Po zakończeniu wojny został wysiedlony ze Lwowa w akcji ekspatriacyjnej Polaków.
W latach 1945–1950 pracował jako przełożony i wykładowca seminarium duchownego w Kalwarii Zebrzydowskiej. Od września 1950 pracował na Wydziale Teologii Katolickiego Uniwersytetu Lubelskiego. Był jego dziekanem od października do listopada 1956, kiedy został wybrany rektorem KUL-u. W tym samym roku został również profesorem nadzwyczajnym. Rektorem był do 1965. W 1958 został doktorem honoris causa Uniwersytetu Katolickiego w Lille za zasługi w badaniach nad historią Kościoła. W 1967 został profesorem zwyczajnym.
31 grudnia 1973 został mianowany administratorem apostolskim polskiej części archidiecezji lwowskiej z siedzibą w Lubaczowie. Sakrę biskupią przyjął 3 marca 1974 w Warszawie z rąk kard. Stefana Wyszyńskiego. Podjął rozbudowę prokatedry w Lubaczowie, erygował nowe parafie, zreorganizował dekanaty. Przewodniczył Radzie Naukowej Episkopatu Polski.
Został pochowany 1 października 1983 w grobowcu biskupim na cmentarzu w Lubaczowie.